# Jaguar XJ

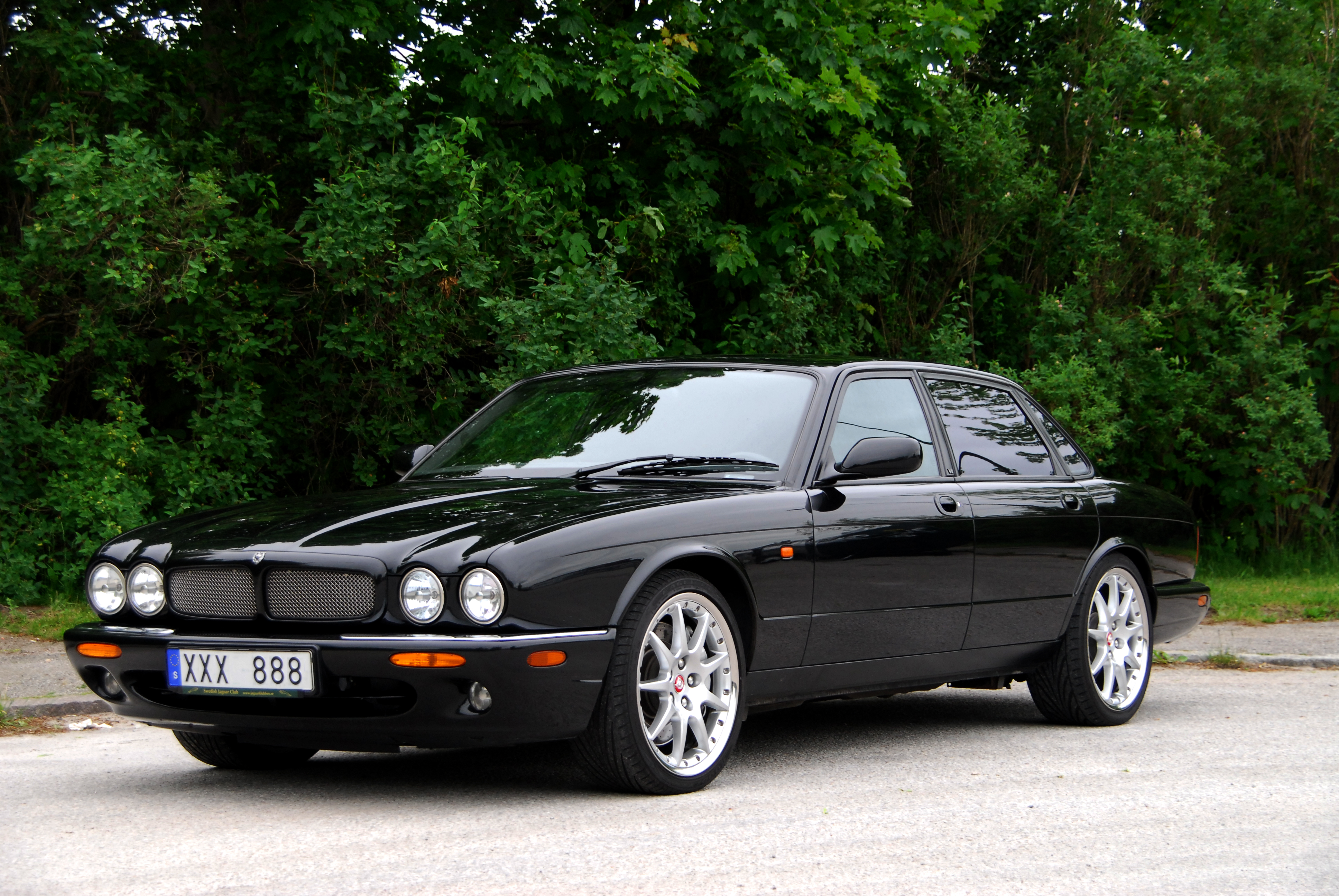
Jaguar XJR (X308)

Jaguar XJ är samlingsnamnet för en serie av bilmodeller från Jaguar. När den lanserades 1968 kom den att ersätta ett antal snarlika Jaguarmodeller, och den var under många år märkets storsäljare.
Alla modellserier fanns med olika utrustningsnivåer; de lite lyxigare hette Sovereign och de riktigt lyxiga såldes under märket Daimler. Förutom utrustningsnivån kan man lätt skilja en Daimler från en Jaguar genom överdelen på kylargrillen samt handtaget på bakluckan – en Daimler har krusiga kanter medan en Jaguar har raka. Daimler-versionen av XJ12 kallas Double Six.
Bland annat på USA-marknaden döptes Daimler-modellerna om till Jaguar Vanden Plas, efter den klassiska karosseritillverkaren, eftersom Jaguar inte hade rättigheter att använda varumärket Daimler överallt. Det dröjde dock till 1982 innan Jaguar Vanden Plas introducerades.

## Serie 1 (1968–1973)

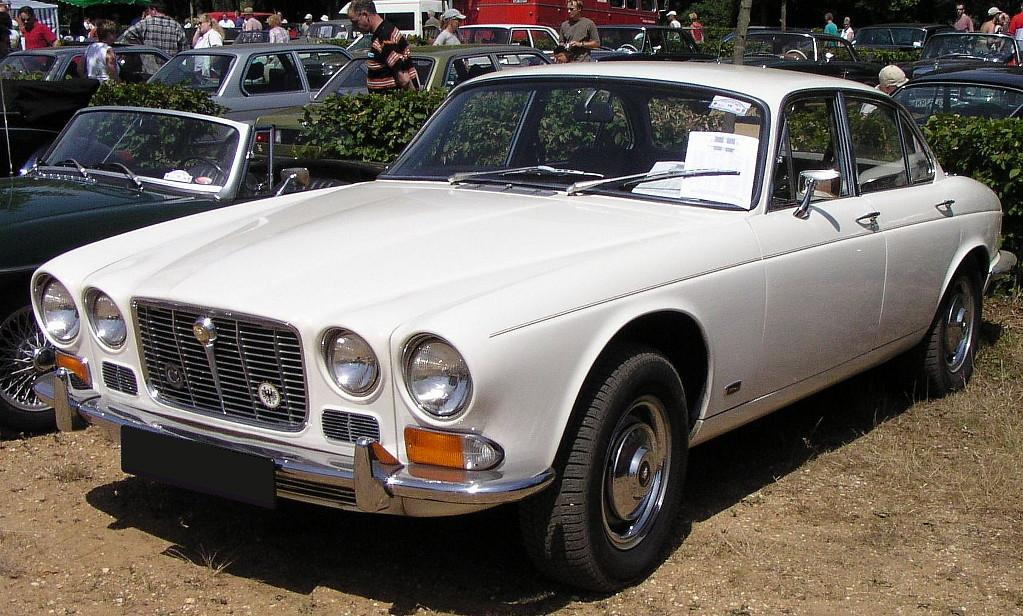
Jaguar XJ6 serie 1.

Serie 1 av XJ lanserades i september 1968 under namnet XJ6 och ersatte därmed merparten av de fyra sedanmodeller som Jaguar saluförde. Namnet "XJ" kommer från bilens kodbeteckning under utvecklingen och står för Experimental Jaguar. Serie 1 av XJ var den sista Jaguarmodellen som företagets grundare, Sir William Lyons, deltog i utvecklingen av.
Bilen hade Jaguars berömda raka sexcylindriga XK-motor med antingen 2,8 eller 4,2 liters cylindervolym. Under näst sista modellåret, i juli 1972, lanserades XJ12 med den 5,3 liter stora V12-motorn som tidigare introducerats i E-type-modellen. Framifrån kan en XJ12 lätt identifieras på kylargrillen som enbart har vertikala ribbor i stället för övervägande horisontella och ett mindre antal vertikala ribbor, samt på det V-emblem som återfinns strax under Jaguar-logotypen i grillens ovankant. Det fanns två växellådor att välja på. En fyrväxlad manuell, som kunde beställas med elektrisk överväxel, och en trestegs automat.
Daimler-varianten Sovereign introducerades i oktober 1969, och i september 1972 introducerades toppmodellen Daimler Double Six Vanden Plas. Double Six var ett gammalt Daimler-modellnamn från 1920-talet och indikerade att motorn var en V12, och Vanden Plas betydde att bilen fått framför allt inredningen uppgraderad av Vanden Plas i London. Denna modell hade separata stolar i baksätet och finare detaljarbeten än övriga modeller, men framför allt var det den första modellen som hade den nya karossen med det längre axelavståndet. Baksätespassagerarna fick här knappt 12 cm mer till godo, vilket rättade till den utrymmesmässiga nackdel som XJ-modellen haft jämfört med 420G-modellen som den ersatte.
En månad senare, i oktober 1972, kunde samtliga XJ-modeller utom de med 2,8-litersmotorn beställas med det längre axelavståndet. Dessa fick tillägget "L" på modellbeteckningen och benämns ofta long wheel base (LWB) till skillnad från short wheel base (SWB).
Totalt tillverkades 98 527 exemplar av XJ serie 1.

## Serie 2 (1973 – 1979)

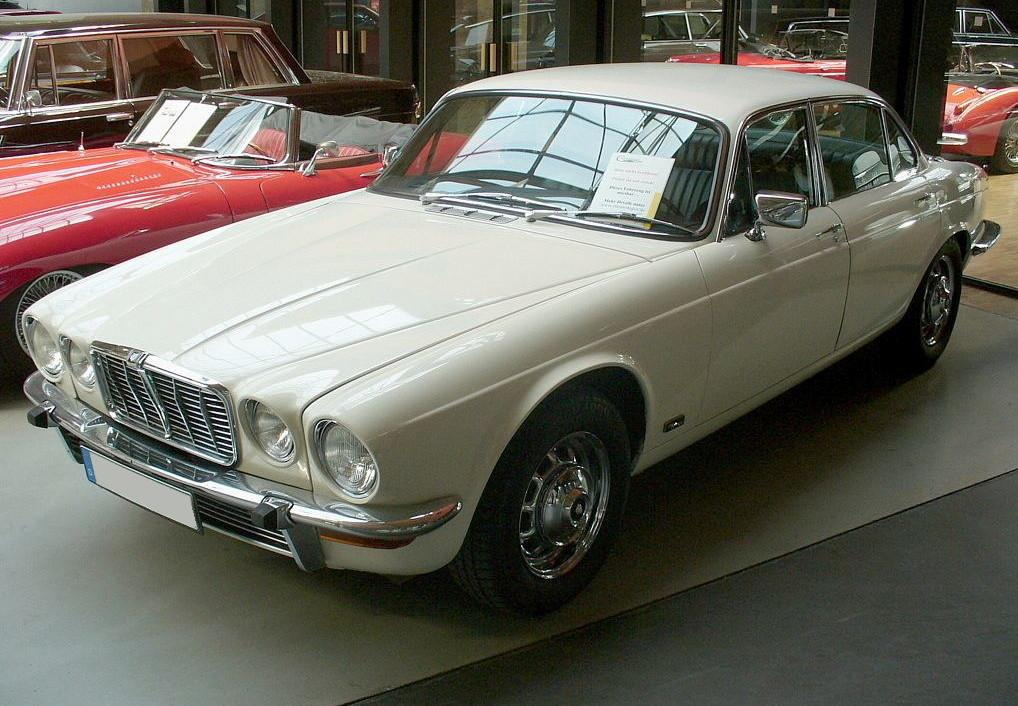
Jaguar XJ6 serie 2.

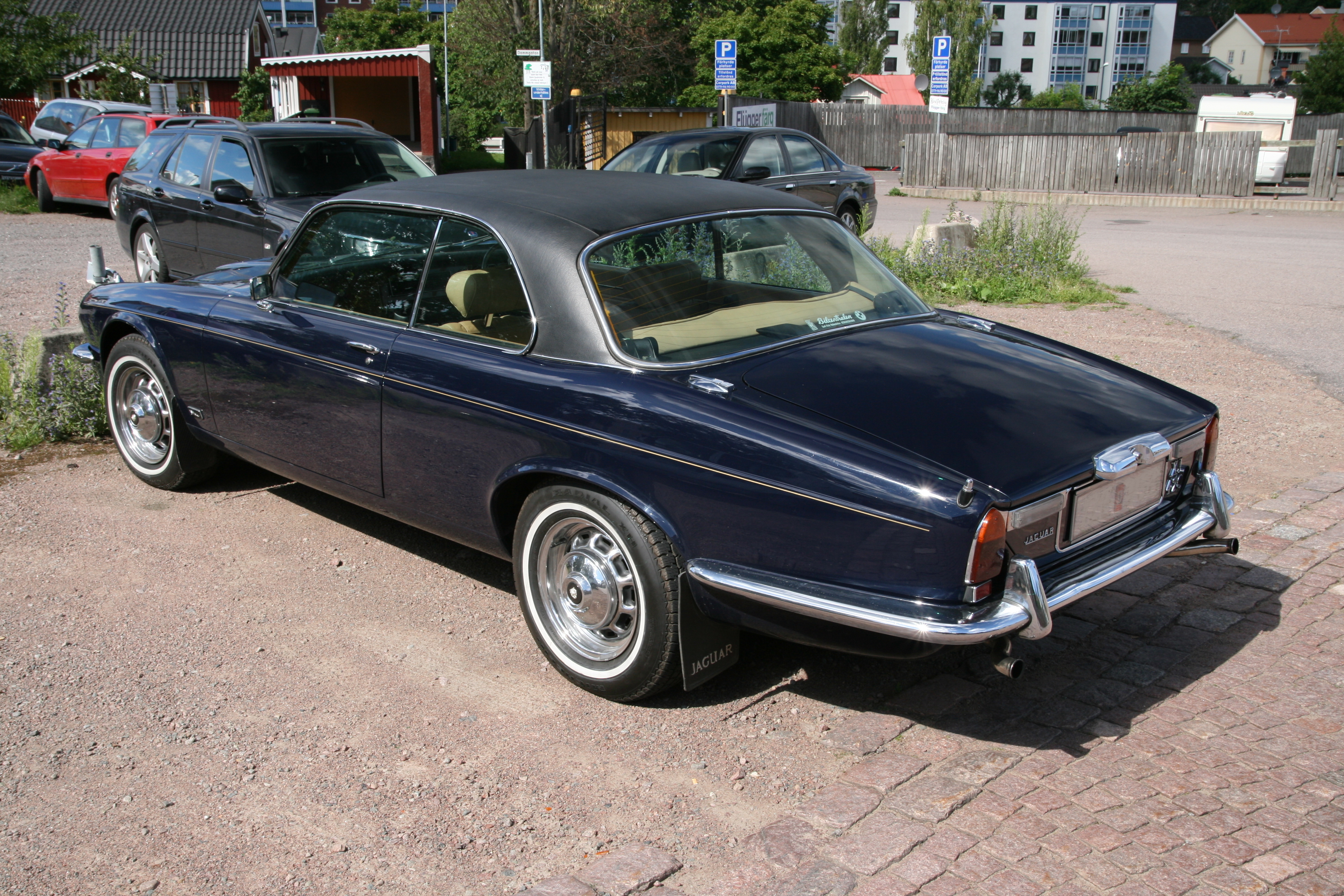
Coupémodellen XJ-C hade vinyltak och fanns bara 1975–1977.

Under 1973 fick XJ en mindre ansiktslyftning, framför allt bestående av en ny front där stötfångaren placerats högre för att möta krav från den amerikanska marknaden. Instrumentpanelen moderniserades också genom att raden med knappar på mittkonsolen styrdes upp och delvis flyttades till spakar bakom ratten. Den mindre 2,8-litersvarianten av XK-motorn var relativt svag och hade till följd av en del problem med exploderande kolvar fått rykte om sig att vara opålitlig. Den ersattes i april 1975 av en 3,4-litersutgåva, och 2,8-litersmotorn såldes bara i ett par hundra exemplar på vissa exportmarknader. Från början erbjöds serie 2 med både kort och långt axelavstånd, men från och med 1974 års modell enbart med långt.
Serie 2 av XJ fanns från och med 1975 även i en vacker coupémodell, XJ-C, som totalt bara tillverkades i 10 426 exemplar (varav 2262 stycken med V12-motorn) och idag betraktas som en raritet. XJ-C fanns enbart med V12:an och sexan på 4,2 liter. Endast 56 exemplar av XJ12-C tillverkades med förgasarmotor innan man gick över till elektronisk bränsleinsprutning och en modernare automatlåda av typ General Motors TH400. Efter en tid fick även de V12-bestyckade fyradörrarsvagnarna denna förbättring. Bränsleinsprutningen höjde motoreffekten från 240 hk till 285 hk, men vridmomentet blev faktiskt något lägre (399 Nm mot 408 Nm) och levererades vid ett högre varvtal. XJ-C hade det korta axelavståndet och utmärkte sig genom avsaknad av B-stolpar samt ett tak av vinyl. Den här modellen skulle egentligen introducerats tillsammans med fyradörrarsmodellen av serie 2, men problem med tätning av fönstren försenade lanseringen. Tillverkningen avslutades också i november 1977, drygt ett år innan serie 2 helt ersattes av serie 3.
Ungefär samtidigt som 3,4-litersmotorn introducerades ändrades modellbeteckningarna till att enbart ange cylindervolymen i stället för antalet cylindrar. XJ6 3.4 litre och XJ6 4.2 litre bytte namn till XJ 3.4 resp. XJ 4.2 och XJ12 bytte namn till XJ 5.3. Motsvarande gällde coupémodellerna – XJ6C och XJ12C blev XJ 4.2C resp. XJ 5.3C.
Totalt tillverkades 127 078 exemplar av XJ serie 2.

## Serie 3 (1979 – 1992)
Nästa ansiktslyftning kom i och med serie 3 som introducerades 1979. Då fick bilen en större yttre uppfräschning signerad designhuset Pininfarina. Vid en snabb titt kan det vara svårt att se skillnad mot serie 2-bilarna, men faktum är att bara ett par karossplåtar är identiska med föregångaren. Taket var något smalare men i gengäld plattare och något högre för att ge bättre innerutrymmen. Sidorutorna gick högre upp och slutade längre ned så glasytorna blev större, och framrutan gjordes mindre välvd och fick nederkanten framflyttad för att ge en ökad lutning och därmed bättre luftmotstånd. Även bakrutan blev mindre välvd och fick den övre kanten bakåtflyttad för att ge bättre huvudutrymme för baksätespassagerarna. Slutligen togs de främre ventilationsrutorna bort för att minska vindbruset. Serie 3 tillverkades enbart med den långa hjulbasen.
På den tiden krävde USA-marknaden extra stötupptagande stötfångare, och för att undvika helt olika konstruktioner beroende på marknad övergavs de gamla kromade stötfångarna till förmån för helt nya i svart gummi. USA-marknaden krävde fortfarande specialstötfångare, men nu räckte det med ett annorlunda mittstycke. De nya stötfångarna innehöll nu också främre blinkers och bakre dimljus. Bakljusen var större och omfattade även backljusen. Kylargrillen på Jaguar-modellerna var ny och hade nu enbart vertikala ribbor, varav den mittersta var extra tjock, men Daimler-modellerna hade samma grill som tidigare. Nya var också de infällda dörrhandtagen.
Interiört bjöd inte serie 3 på några större ändringar. De nya framstolarna hade kraftigare skålning, ställbart svankstöd och – som tillval för de flesta modeller – elektrisk ställbar höjd på sittdynan. Redan när serie 3 var ny fick instrumenteringen kritik för att den var gammaldags i jämförelse med samtida modeller från BMW och Mercedes-Benz, i synnerhet huvudinstrumenten som inte var nedsänkta i panelen och därför kunde vara svåra att läsa av på grund av reflektioner, samt det svårbegripliga kombinationsreglaget för att styra halvljus och dimljus. Å andra sidan uppskattades den polerade träpanelen och den lite gammaldags brittiska charmen. Från och med 1983 års modell erbjöds en färddator placerad i mittkonsolen.
Maskinellt fick 4,2-litersmotorn den bränsleinsprutning av typ Bosch L-Jetronic som introducerats året innan på USA-marknaden för att möta hårdare utsläppskrav. Serie 3-motorn hade också nya kolvar som medgav högre kompression och effekten ökade från 172 till 205 hk. Den mindre 3,4-litersmotorn, som inte erbjöds på USA-marknaden, hade från början kvar sina dubbla förgasare från SU. V12-motorn flyttades över i serie 3-karossen utan förändringar, men den fick 1981 en helt ny topp med hemisfäriska förbränningsrum som både höjde effekten och dramatiskt sänkte den tidigare hårt kritiserade bränsleförbrukningen. Denna motor betecknades H.E. för High Efficiency (hög effektivitet). Även om de sexcylindriga varianterna av serie 3 ersattes 1986 av nästa modell i serien, nykonstruerade XJ40, så levde de V12-bestyckade modellerna Jaguar XJ12 och Daimler Double Six kvar i serie 3-karossen till och med 1992.
Automatlådorna var oförändrade – Borg Warner 65/66 för de sexcylindriga modellerna och General Motors TH400 för V12-modellerna – men den tidigare fyrväxlade manuella växellådan med överväxel byttes ut mot en femväxlad växellåda från Rover SD1. Automatlåda var standard på samtliga modeller, men för sexcylindriga bilar kunde manuell växellåda väljas utan extra kostnad.
I slutet av 1970-talet och början av 1980-talet var dieselmotorer populära i USA – Cadillac erbjöd diesel-V8:or och Mercedes-Benz tre bästsäljande modeller på USA-marknaden 1979–1980 hade dieselmotorer. Jaguars ägare British Leyland krävde att Jaguar skulle använda den diesel-V8:a, kallad Iceberg, som utvecklats av Perkins Engines och Land Rover. Jaguars ledning ville till varje pris undvika detta eftersom man menade att det skulle skada varumärket att använda motorer från andra märken inom koncernen. Ungefär samtidigt kontaktades Jaguar av italienska dieselmotortillverkaren VM Motori. De föreslog att Jaguar skulle använda en av deras konstruktioner, HR 692 HTA, en rak sexcylindrig dieselmotor av förkammartyp på 3,6 liter. Motorn hade turbo och gav 150 hk vid 4200 varv/min, vilket var jämförbart med Jaguars dåtida bensinmotorer. Denna dieselmotor var dock ungefär 10 kilo tyngre än även Jaguars V12-motor varför fartresurserna ändå blev tämligen beskedliga. Under 1983 utrustades i stor hemlighet totalt 14 XJ-bilar med denna dieselmotor för teständamål, men Jaguars ledning lade ner projektet tidigt 1984. Anledningen var att försäljningen av dieselbilar i USA kollapsade under 1983, och även om dieselförsäljningen på de europeiska marknaderna var fortsatt stark så bedömdes detta inte som tillräckligt för att motivera produktionen.
Totalt tillverkades 177 243 exemplar av XJ serie 3.

## XJ40 (1986–1994)
Redan 1972 började man skissa på en ersättare till den ursprungliga XJ-modellen som lanserades 1968. Den nya modellen skulle vara en grundläggande modernisering till skillnad från de förhållandevis små ändringar som gjordes till Serie 2 när den lanserades i september 1973. Ett par lermodeller hann tas fram innan projektet 1974 bromsades rejält av den ekonomiska krisen för Jaguars ägare British Leyland. I slutet av 1970-talet fick projekt XJ40 upp farten igen, och under senare delen av 1980 stod karossformen färdig. En första körklar prototyp stod färdig i juli 1981. En ny motor, AJ6, utvecklades också för att ersätta den gamla XK-motorn, men den nya motorn hann introduceras i XJ-S redan 1983. Bilens former var tidstypiskt ganska kantiga till skillnad från de mer svepande linjer som funnits på serie 1-3, men det fanns ändå en tydlig anknytning till föregångarna. Den nya XJ-modellen visades slutligen den 8 oktober 1986 på bilsalongen i Birmingham.
Förutom en helt ny kaross var interiören i XJ40 väsentligt moderniserad jämfört med XJ serie 3. De första årsmodellerna hade en delvis digital instrumentering, men den blev kritiserad och ersattes i slutet av 1980-talet av en mer traditionell. Det var i XJ40 som Jaguar introducerade sin gimmick "J-gate", en kuliss för automatlådans växelväljare i form av ett J där körläge D återfinns längst ned till höger och växlarna 2 och 3 finns i ett parallellt spår till vänster i stället för nedanför D som annars är brukligt. Till årsmodell 1993 fick inredningen en mindre uppfräschning med nya dörrsidor samtidigt som airbag erbjöds. På bilar med airbag på passagerarsidan gick man miste om handskfacket.

### Motorer och teknik
Från början fanns XJ40 enbart med Jaguars relativt nyutvecklade sexcylindriga motor AJ6; vid introduktionen i konfigurationer på antingen 2,9 eller 3,6 liters cylindervolym. Gemensamt för dessa motorer var att både block och topp var helt i aluminium, vilket minskade vikten med 25–30% jämfört med motsvarande XK-motor.
Det mindre motoralternativet på 2,9 liter hade ett topplock med en överliggande kamaxel och två ventiler per cylinder. Meningen var från början att använda toppen från ena cylinderbanken på 5,3-liters V12:an, men i slutändan var detta inte möjligt utan motorn fick en unik topp (som dock hade stora likheter med V12-toppen). Syftet med 2,9-litersmotorn var dels att man ville komma ner i pris för att kunna slå sig in på tjänstebilsmarknaden och konkurrera med till exempel BMW 5-serie, Mercedes E-klass, Volvo 760, Saab 9000, Opel Senator och Audi 200, men även för att vissa länders skattesatser baseras på motorns cylindervolym.Det minsta motoralternativet hade väsentligt lägre effekt än den större 3,6-litersmotorn (165 mot 203 hk) vilket i den tunga bilen inte gav särskilt bra prestanda och gjorde att bränsleförbrukningen faktiskt kunde bli sämre än med den större motorn. Motorn hade dessutom sämre driftsäkerhet och monterades inte i mer än ca 15% av XJ40-bilarna under de åren motorn tillverkades. Den erbjöds å andra sidan inte alls på den amerikanska marknaden som stod för en stor del av försäljningen.
Till skillnad från den mindre motorn hade 3,6-litersmotorn dubbla överliggande kamaxlar och fyra ventiler per cylinder. I slutet av 1989 lanserades en 4,0-litersmotor som ersatte 3,6-litersmotorn samtidigt som 2,9-litersmotorn kompletterades med en 3,2-litersvariant av 4,0-litersmotorn. Året därpå försvann 2,9-litersmotorn från modellprogrammet. 4,0-litersmotorn fick en ny elektroniskt styrd automatlåda med två körprogram (ZF 4HP24 i stället för ZF 4HP22), och det högre vridmomentet tvingade fram en kraftigare manuell växellåda (Getrag 290 i stället för Getrag 265).

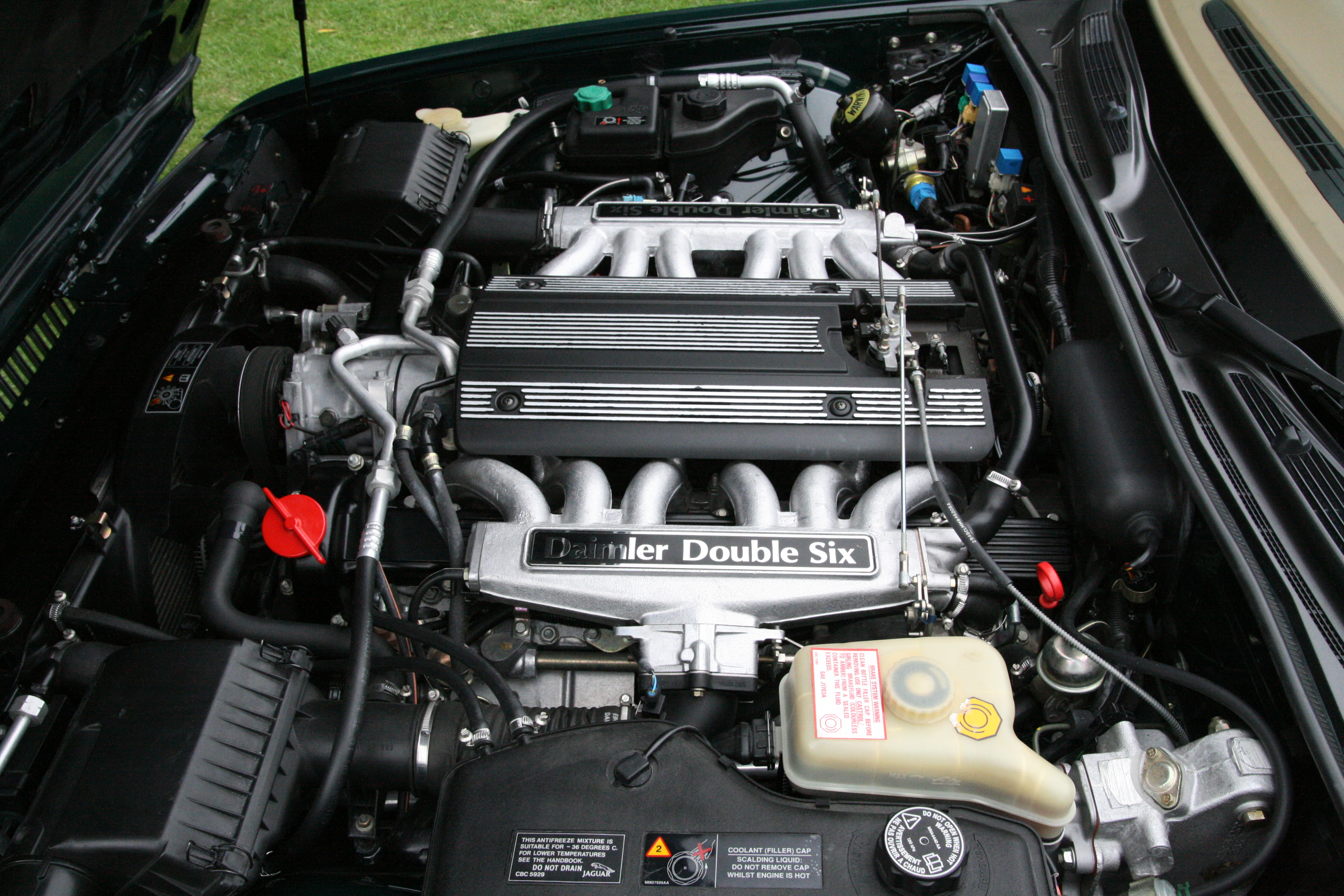
V12-motorn i en Daimler Double Six.

Fram till och med 1992 fick man nöja sig med den äldre serie 3-karossen om man ville ha en fyradörrars Jaguar med en V12:a. Anledningen sägs vara att Jaguar avsiktligt utformade motorrummet så smalt att en V-motor inte skulle få plats. Man var nämligen rädd för att Jaguars dåvarande ägare British Leyland skulle försöka placera en V8 från Rover i Jaguaren. Till 1993 års modell konstruerade man dock om motorrummet så att V12:an skulle få plats, och årsmodellerna 1993 och 1994 är därför de enda där man återfinner V12:an i en XJ40-kaross. I dessa vagnar hade motorn också förstorats från 5,3 till 6,0 liters cylindervolym vilket fick motoreffekten att stiga till 318 hk. XJ40 med V12-motorn kallas internt för XJ81.

### Modellprogram
1993 resp. 1994 introducerades modellerna 3.2S resp. 4.0S. De blev kompletterade XJ6 3.2 som basmodeller i modellprogrammet och kännetecknades bl.a. av nya femekrade 16-tumsfälgar, inredning med paneler i rosenträ, ett styvare chassi, samt vertikala kylargrillsribbor och backspeglar lackerade i karossens färg. En mindre karossändring märks också tydligt: panelen mellan bakljusen där registreringsskylten sitter är inte försänkt utan håller samma nivå som bakljusen och kanten på bagageluckan.

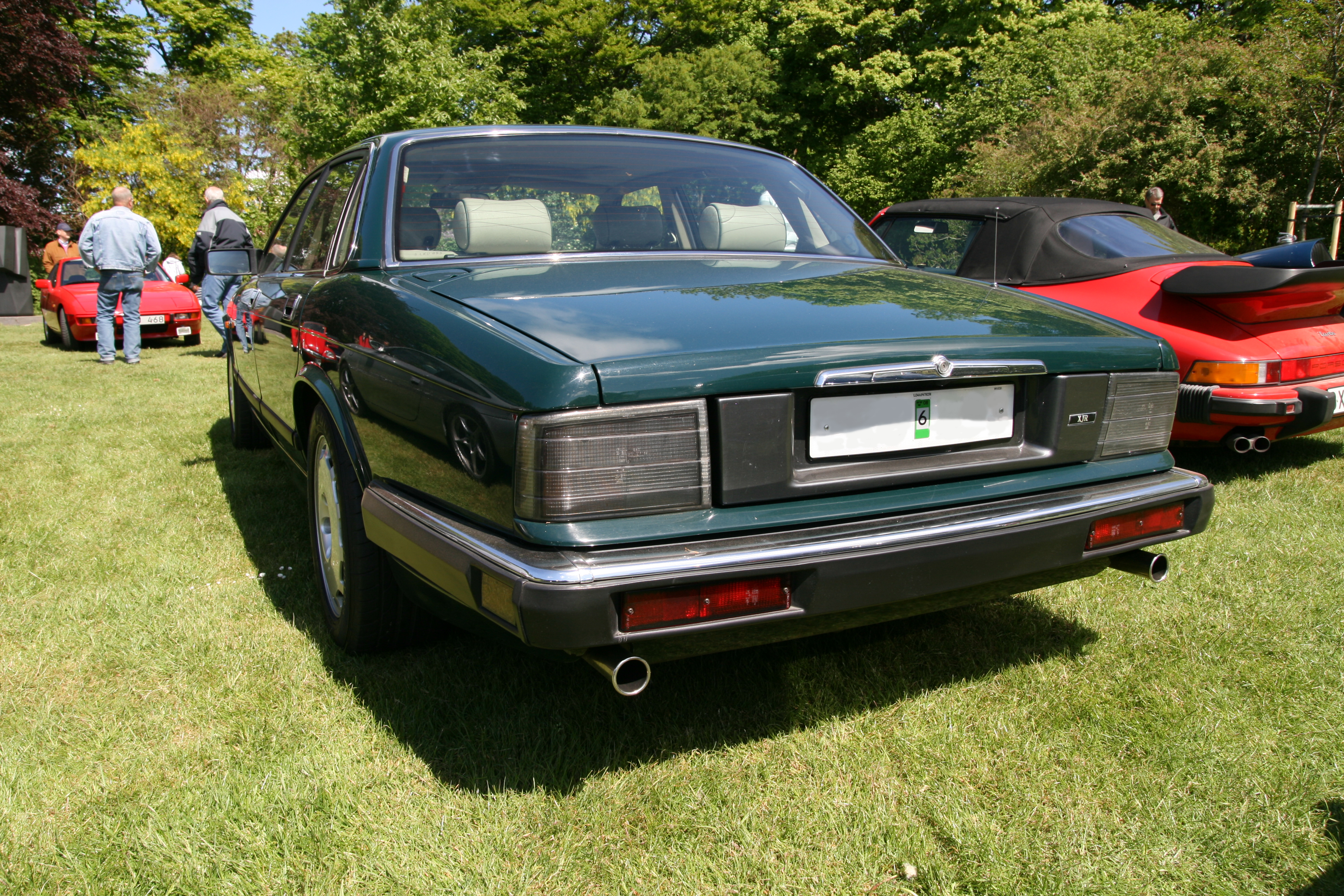
På XJR, 3.2S och 4.0S är panelen mellan bakljusen enbart försänkt för själva registreringsskylten.

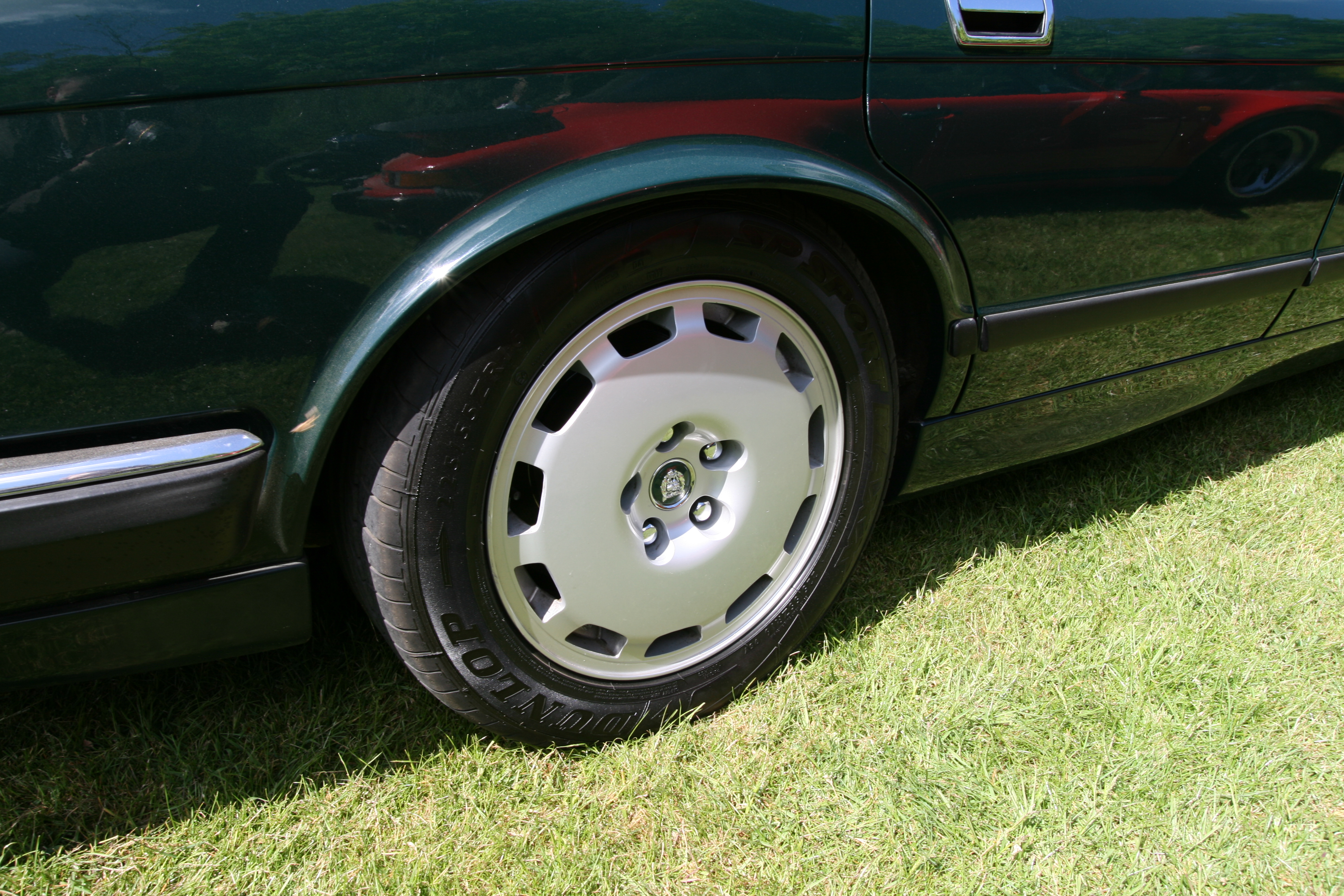
Fälgarna av typ JaguarSport som var standard på de senare årsmodellerna av XJR.

I maj 1988 startade Jaguar tillsammans med motorsportfirman TWR företaget JaguarSport. Syftet med företaget var att erbjuda sportvarianter av befintliga Jaguar-modeller samt ombyggnad av befintliga bilar. Det första resultatet av samarbetet var modellen XJR-S som var en modifierad XJ-S, men i oktober 1988 presenterades XJR 3.6 som var baserad på XJ40-modellen. XJR-bilarna byggdes inte i Jaguars fabrik i Brown's Lane utan skickades halvfärdiga till JaguarSports verkstad i Kidlington där de bearbetades inför slutlig leverans. Bilarna som skickades hade en utrustningsnivå som motsvarande Sovereign-modellens och dessutom de XJR-unika lättmetallfälgarna (16" Speedline) samt stolar med kantsöm (piping) i avvikande färg, men de saknade stötfångare. På plats hos JaguarSport fick bilarna bland annat ett speciellt spoilerkit, JaguarSport-emblem i instrumenttavlorna, en mindre fyrekrad ratt från Momo samt ett styvare chassi och styrning med 30% mindre servoverkan. 3,6-litersmotorn lämnades däremot oförändrad. XJR såldes från början bara av 20 utvalda återförsäljare i Storbritannien till ett pris av £38 500, vilket var £8000 mer än en Sovereign med samma motor. I motorpressen fick bilen bra betyg för chassit men kritiserades för att motorn var den samma som vanliga XJ6 och att XJR därmed – på grund av automatlådan och högre vikt – var långsammare än basmodellen som kostade £16 000 mindre. Till 1990 års modell lanserades XJR 4.0, och den här gången hade TWR:s mekaniker jobbat lite med motorn också. Annorlunda insugsrör och kamaxlar höjde toppeffekten med ca 30 hk, men å andra sidan var vridmomentet lägre och gavs vid ett något högre varvtal.
När limousinen Daimler DS420 lades 1992 hade Jaguar inte längre någon statsmannamässig limousine i sitt sortiment, och för att råda bot på detta kunde man åren 1993–1994 specialbeställa modellen Majestic. Förutom en 125 mm längre hjulbas var taket höjt med 50 mm och bakrutan upprätad, så Majestic-modellen har en lite egen profil. Majestic kunde fås med samtliga motoralternativ och en utrustningsnivå som motsvarade antingen en Jaguar Sovereign eller en Daimler. Jaguar byggde inte Majestic-modellerna helt själva utan skeppade tomma karosser till ett företag i Coventry som förlängde och förhöjde dem för att sedan skicka tillbaka dem för slutmontering. Den tredje tillverkade Majestic-bilen (med den allra första karossen), en Daimler Double Six Majestic, är för närvarande (oktober 2007) i svensk ägo.
Denna förlängda Majestic-modell ska inte förväxlas med Jaguar Vanden Plas Majestic, en extra välutrustad toppmodell med det vanliga axelavståndet som såldes 1989–1990 samt 1992. Modellen tillverkades i ungefär 1100 examplar och såldes enbart på USA-marknaden. Till det yttre kännetecknades den av speciella lättmetallfälgar av Lattice-typ som var högglanspolerade och lackerade mellan ekrarna i bilens karossfärg, men till 1992 års modell fick den fälgar av Roulette-typ i stället. Bilen kunde bara beställas i en färgkombination; 1989–1990 i Regency Red med interiör i Magnolia (passpoaler i Mulberry Red) och 1992 enbart i Cherry Black med interiör i Cream (passpoaler i Coffee). Interiört hade Majestic extra mycket Connolly-läder i interiörens färg, inklusive ratten som annars alltid var svart.
För att locka fler köpare till de billigare modellerna och motverka en avmattning i försäljningen när ryktena om XJ40-ersättaren X300 började komma visades den sista nya XJ40-modellen XJ6 Gold på bilsalongen i Bryssel i januari 1994. Gold-modellen var en vanlig XJ6 3.2 med lite extra standardutrustning såsom automatlåda, inredningsträ i valnöt, läderklädsel och 16-tums lättmetallfälgar av typ Kiwi. Framstolarna skilde sig något genom ett mindre antal längsgående "ribbor" på sitsen, och lackurvalet var också begränsat vilket tillsammans med diverse yttre gulddekor skulle ge ett exklusivare intryck. Priset var £2000 högre än basmodellen XJ6 3.2 och £1000 lägre än 3.2S-modellen.
Totalt tillverkades 208 733 XJ40 innan den ersattes av X300-modellen.

## X300 (1995 – 1997)

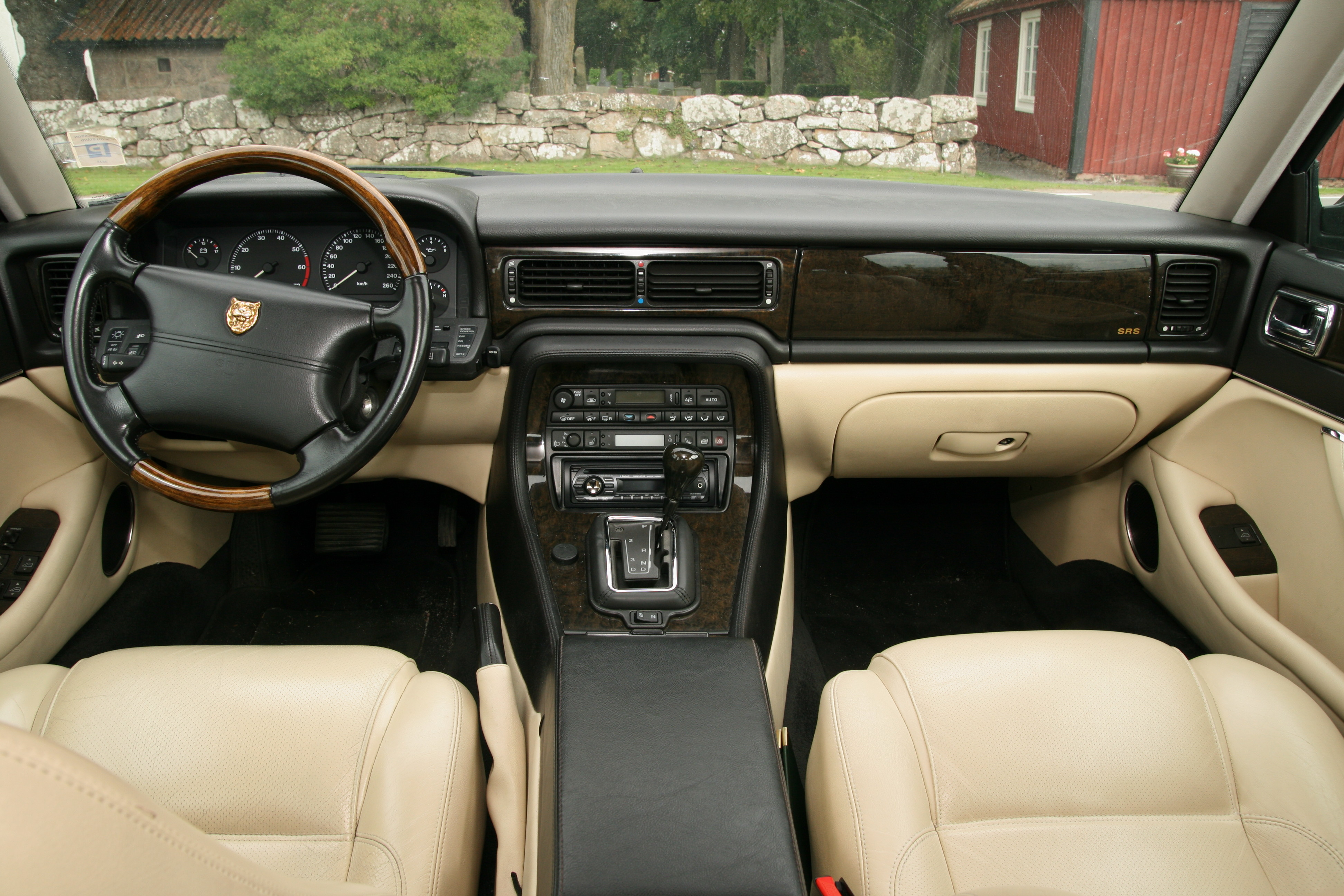
Inredningen i en XJ Sport. Notera de lite djupare skålade stolarna, den mörka träpanelen samt den svarta ovandelen på instrumentpanelen, tre kännetecknen för inredningen i XJ Sport och XJR.

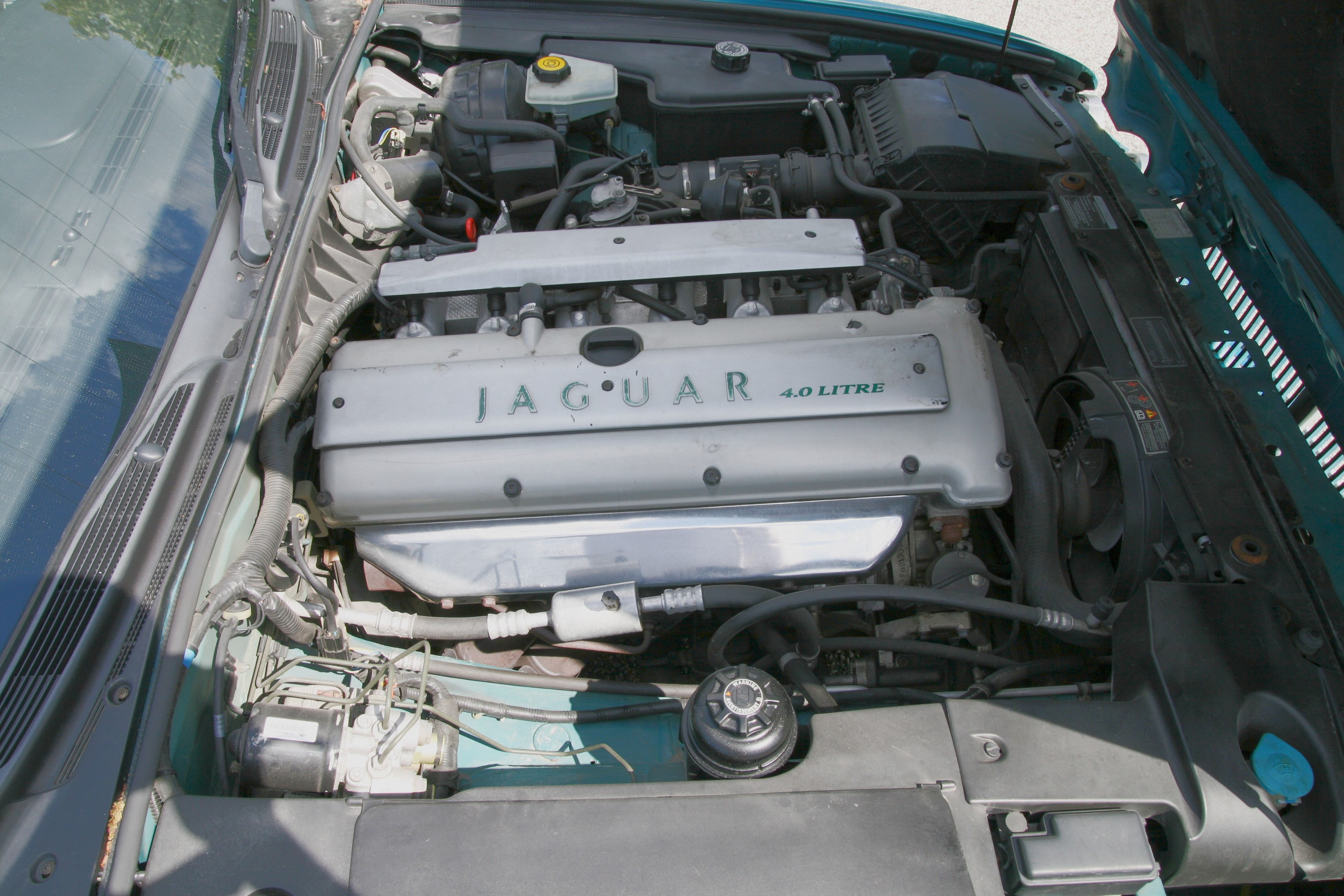
En 4,0-liters AJ16 sedd från höger. Den kromade grenrörskåpan daterar denna bil till årsmodell 1995. På senare bilar blev den grålackerad.

1995 introducerades en påtagligt ansiktslyft XJ40, internt kallad X300. Karossens mittparti är mer eller mindre samma som på XJ40 medan front och akter ändrats desto mer. De triangelformade bakljusen, de fyra separata strålkastarna och den bulliga huven som kännetecknat serie 1–3 var nu tillbaka. Inredningen hade inte genomgått några större förändringar; en del kanter hade rundats av, stolar och baksäte var nya, eljusteringen av framstolarna hade flyttats från mittkonsolen till sittdynans ytterkant, elektriskt justerbar ratt var tillval, och mittkonsolens knappar och vred för bland annat klimatanläggningen var nya.
Liksom föregångaren XJ40 visades den nya modellen upp för världspressen i Skottland. Den 25 augusti till den 30 september 1994 – samtidigt som den visades för allmänheten på bilsalongen i Paris – kunde journalister provköra de 20 bilar som ställts till förfogande på Skibo Castle i de skotska högländerna.
Det nya XJ-programmet fanns från början i fem olika modeller; XJ6, XJ Sport, Sovereign, XJR samt XJ12. De tre första hade någon av de två sexcylindriga motorerna utan överladdning. Exakt vilka kombinationer som var möjliga berodde lite på marknaden, och åtminstone i Sverige erbjöds Sovereignmodellen enbart med den större motorn på 4,0 liter. Bland Daimlermodellerna hade Six ersatt Sovereign medan Double Six-namnet för V12-modellen bestod.

### Motorer och teknik
Motoralternativen var i stort de samma som i de senare årens XJ40; sex cylindrar på antingen 3,2 eller 4,0 liters volym eller V12 på 6,0 liter. De sexcylindriga motorerna helt i aluminium, AJ16, är något förfinande jämfört med AJ6-motorerna i XJ40 och avger bl.a. en något högre effekt, 218 resp. 241 hästkrafter. I sportmodellen XJR hade en remdriven kompressor monterats på 4,0-litersmotorn, vilket höjde effekten från 241 till 326 hästkrafter. Liksom XJ12 hade XJR en fyrväxlad automatlåda från General Motors (4L80E) för att klara motorns högre vridmoment bättre än de växellådor från ZF som man återfann tillsammans med 3,2-litersmotorn och 4,0-litersmotorn utan kompressor. Växellådan till 3,2-litersmotorn var av ett något enklare utförande – ZF 4HP22 i stället för ZF 4HP24 – och saknade elektronisk styrning och dubbla körprogram (normal och sport). På en del marknader var manuell växellåda standard eller tillval till alla sexcylindriga modeller.
1993 gick Jaguar över till ZF som leverantör av styrväxel till XJ-modellen för att förbättra pålitligheten, och i X300 introducerades den hastighetsberoende servostyrningen Servotronic. Syftet var att göra styrningen lätt i låga hastigheter för till exempel parkering utan att landsvägskörningen skulle bli lidande med en alltför lättgående styrning.
Tidigare XJ-modeller var inte alltid så pålitliga, men efter Fords övertagande av Jaguar i slutet av 1980-talet påbörjades ett förbättringsarbete som bl.a. kommit X300 till godo. Den sista årsmodellen, 1997, fick även helgalvaniserad kaross för att bättre klara rostangrepp.

### Modellprogram
I hemlandet Storbritannien var automatlåda, luftkonditionering och skinnklädsel tillval i basmodellen XJ6, men bilar som såldes på den svenska marknaden hade dessa som standard tillsammans med strålkastarrengöring, värmestolar och eluppvärmd framruta.
XJ Sport introducerades som en ersättare till 3,2S- och 4,0S-modellerna av XJ40. I likhet med XJR hade den helsvarta ramar till fönsterrutorna, framstolar med kraftigare skålning samt en mörkare träinredning i lönnfanér. Ett annat tydligt yttre kännetecken för denna modell är att de vertikala ribborna i kylargrillen är lackerade i karossens färg till skillnad från XJ6- och Sovereign-modellens kromade ribbor. Chassit hade styvare krängningshämmare både fram och bak jämfört med XJ6 och Sovereign samt bredare fälgar ("Dimple", 8×16") och däck i dimensionen 225/55-16 i stället för 225/60-16.
Sportmodellen XJR var den första XJ-modellen någonsin som var ordentligt nischad åt hög prestanda. Enligt Trevor Crisp, Jaguars dåvarande chefsingenjör för motorer och drivlinor, föll valet på en mekanisk kompressor eftersom den ger mycket kraft på låga varv, vilket var viktigare än hög toppeffekt, ingen fördröjning av motoreffekten vid snabba gaspådrag, samt att den medger en förhållandevis kompakt installation. Jaguar hade experimenterat med dubbla turboaggregat i XJ41-modellen som aldrig nådde produktion, men en sådan installation hade inte fått plats utan karossmodifieringar. Chassit i XJR är fastare än övriga modeller tack vare hårdare krängningshämmare, fjädrar och dämpare, vilket också sänkte bilen med 10 mm. Den hade även en differentialbroms i bakaxeln för att begränsa hastighetsskillnaden mellan bakhjulen då det standardmonterade antispinnsystemet var bortkopplat.
De två Daimler-modellerna Six och Double Six skilde sig från Jaguar-modellerna bl.a. genom finare och mjukare skinnklädsel, mer krom (till exempel ytterbackspeglar och dörrhandtag), tjockare golvmattor, samt picknickbord i trä för baksätespassagerarna. Liksom på den tidigare XJ40-modellen var Daimler-modellerna fyrsitsiga på grund av separata stolar i baksätet, men en traditionell hel soffa kunde väljas till.
Från och med modellåret 1996 (alternativt redan sent 1995) kunde man få sin XJ med 125 mm längre hjulbas. Denna long wheel base-modell kallades internt för X330. Den extra decimetern förlades mellan B-stolpen och C-stolpen och kom därmed baksätespassagerarna tillgodo, vilket gjorde bilen klart bättre att sitta i för långa personer och gjorde modellen mer konkurrenskraftig mot BMW:s och Mercedes motsvarande modeller. Till det yttre kan den långa modellen kännas igen på de längre bakdörrarna och den marginellt högre taklinjen. Med den långa hjulbasen kunde man även mot ett pristillägg välja att få två separata eljusterade fåtöljer i baksätet, vilket gjorde bilen fyrsitsig. Elmanövreringen tillät att stolsdynan justerades 75 mm i längsled (vilket också påverkade ryggstödets lutning) samt att svankstödet och nackskyddet kunde ändras. För maximal komfort för den som satt bakom framsätespassageraren fanns det en extra panel med knappar för eljustering av främre passagerarsätet. Panelen satt på sidan av passagerarstolens ryggstöd och kunde nås av såväl föraren som baksätespassageraren. Knappanelen var dock deaktiverad när det satt någon i passagerarstolen. Valde man det tvåsitsiga baksätet så ingick även eluppvärmning, men det kunde även beställas till ytterplatserna i det vanliga hela baksätet. Beroende på marknad kunde alla modeller förutom Sport och XJR beställas med den långa hjulbasen mot ett pristillägg på ungefär £3000.
1996 firade Daimler hundraårsjubileum som biltillverkare, och man tillverkade då specialmodellen Daimler Century i en väldigt begränsad upplaga; enbart 100 bilar med V12:a och 100 bilar med den sexcylindriga motorn på 4,0 liter gjordes.
Vid introduktionen i Sverige var grundpriset för den billigaste XJ6 med 3,2-litersmotor 449 000 kr. Den dyraste modellen Daimler Double Six hade ett grundpris på 799 000 kr.
| Modell                     | 1994 | 1995 | 1996 | 1997 | Antal  |
| -------------------------- | ---- | ---- | ---- | ---- | ------ |
| Jaguar XJ6 3.2             | ✓    | ✓    | ✓    | ✓    | 18 093 |
| Jaguar XJ6 4.0             | ✓    | ✓    | ✓    | ✓    | 2 677  |
| Jaguar XJ Sport 3.2        | ✓    | ✓    | ✓    | ✓    | 7 265  |
| Jaguar XJ Sport 4.0        | ✓    | ✓    | ✓    | ✓    | 2 534  |
| Jaguar Sovereign 3.2       | ✓    | ✓    | ✓    | ✓    | 2 682  |
| Jaguar Sovereign 4.0       | ✓    | ✓    | ✓    | ✓    | 33 463 |
| Jaguar XJR                 | ✓    | ✓    | ✓    | ✓    | 6 547  |
| Jaguar XJ12                | ✓    | ✓    | ✓    | ✓    | 1 099  |
| Jaguar XJ Executive        |      |      | ✓    | ✓    | —      |
| Daimler Six                | ✓    | ✓    | ✓    | ✓    | 2 692  |
| Daimler Double Six         | ✓    | ✓    | ✓    | ✓    | 2 237  |
| Daimler Century Six        |      |      | ✓    |      | 100    |
| Daimler Century Double Six |      |      | ✓    |      | 100    |

### Prototyper och experimentmodeller
Förutom den sedvanliga fyradörrars sedanmodellen experimenterades det även med en kombimodell. Tanken var inte att konkurrera med de mer motorstarka kombimodellerna av Mercedes-Benz E-klass eller BMW:s 5-serie utan att nischa in sig hårt på jakt- och fiskemänniskor. Efter att kombimodellen av XJ40 runnit ut i sanden fick Jaguars sportavdelning JaguarSport uppdraget att ta fram en fullskalig modell av en möjlig kombikaross. Bilen fick behålla samma bakljus som sedanmodellen – dock placerade ett par centimeter högre upp – och hade en bakstam som var något mer framåtlutande än C-stolparna. Lermodellen presenterades för Jaguars formgivningskommitté och marknadsföringsrepresentanter från både Europa och USA vårvintern 1993, men projektet bedömdes inte vara tillräckligt lönsamt och lades ner.
År 1996 byggdes konceptbilen Daimler Corsica i ett enda exemplar. Det var en tvådörrars cabriolet baserad på X300, men med förkortad hjulbas. Namnet Corsica är en referens till 1931 års Daimler Double Six Corsica. Bilen var aldrig avsedd att gå i produktion och hade inte ens en motor, utan har turnerat en del på bilutställningar. Numera förvaltas den av Jaguar Daimler Heritage Trust och står på deras museum i Coventry.

## X308 (1998 – 2002)
Till 1998 års modell genomgick XJ stora förändringar, även om det på ytan är svårt att skilja den från föregående årsmodell. Modellen kallades X308 och skilde sig genom framför allt helt nya drivlinor och ny inredning. Krockskyddet förbättrades, med bland annat 3-punktsbälten på samtliga platser. De klassiska raka sexcylindriga motorerna samt den stora V12:an ersattes av nykonstruerade V8:or på 3,2 eller 4,0 liter (AJ-V8). Dessa nya V8:or fick flera utmärkelser, och användes även i vissa USA-Fordar och Lincoln. Den större motorn fanns även med kompressor och användes i den skepnaden i XJR-modellen. Motorbytet märks på modellnamnet som ändrades från XJ6/XJ12 till XJ8. Bilen fick det interna namnet X308. De nya motorerna fick även ett välbehövligt byte till modernare femväxlade automatlådor från ZF eller, i fallet med kompressorbestyckade motorer, Mercedes-Benz. Denna 5-stegade automatlåda förbättrade accelerationen betydligt jämfört med X300, till exempel klarar en XJR 0-100 på 5,6 sekunder.
Den åldrade interiören från X300 (som förändrats måttligt sedan XJ40 introducerades 1986) förnyade också och liknade den i den samtida coupémodellen XK8. Instrumentpanelen är högre, huvudinstrumenten bakom ratten sitter försänkta i hålor snarare än grupperade i ett gemensamt hål, och de märkligt placerade knapparna på den hylliknande konstruktionen bakom ratten var borta. Ratten hade också försetts med knappar för styrning av farthållaren, telefonen och musikanläggningen. Exteriört finns det väldigt få skillnader mellan X300 och X308, men man kan känna igen en X308 på det högt placerade bromsljuset i bakrutans nederkant, de ovala sidopositionsreflexerna och framblinkrarna, runda kurvljus i främre stötfångaren, en något mer avrundad kylargrill, samt kromlisterna på stötfångarnas ovankant som inte går över hela bilens bredd. X308 fick också en ny serie fälgar. 17-tumsfälgar fanns nu som tillval på samtliga modeller (standard på Daimler Super V8) och XJR hade 18-tumsfälgar i ny design.
Den nya toppmodellen, när Daimler Double Six av naturliga skäl gått i graven tillsammans med V12:an, var Daimler Super V8. Den hade samma motor som XJR, dvs. en kompressormatad V8:a på 4,0 liter och 363 hästkrafter, men den hade en lyxigare framtoning än XJR och hade vanligen det längre axelavståndet som gav baksätespassagerarna mer plats.
De första årsmodellerna av X308 drogs med en del motorproblem som kunde bli väldigt kostsamma. Från början användes Nikasil-fodrade cylindrar i stället för gjutjärn som är det vanliga i aluminiummotorer, men i länder med högre halt av svavel i bensinen (till exempel USA) skedde en kemisk reaktion mellan fodret och bensinen som kunde orsaka totalhaverier. Även kamkedjesträckarna hade problem på de första årsmodellerna, vilket också kunde resultera i dyra haverier.
Den 4 september 2001 var det 100 år sedan Jaguars grundare Sir William Lyons födelse. Jaguar uppmärksammade detta genom att inför 2002 lansera två specialmodeller av XJR och XKR, XJR 100 respektive XKR 100. Bilarna tillverkades i en begränsad upplaga om 500 stycken vardera, med svart som enda val av lack. Skillnaderna mot de massproducerade upplagan begränsade sig till speciella fälgar, bromsar från Brembo, specialinredning och en del yttre attribut, bland annat avsaknaden av avbärarlist och dekorlinje på sidorna. Modellerna hade en hög utrustningsnivå som standard.

## X350 (2003–2009)
Trots uppdateringarna av den ursprungliga XJ40-konstruktionen kändes X308 ganska omodern jämfört med sina konkurrenter, och i september 2002 presenterades en helt ny generation XJ, internt kallad X350. Den främsta tekniska nyheten var att karossen var gjord helt i aluminium, vilket gör att X350 väger ungefär 200 kg mindre än X308. Till skillnad från Audi A8, som också har en aluminiumkaross (men ändå väger 200 kg mer än X350), används lim för att sammanfoga karossdelarna. En annan skillnad är att Audins karossplåtar nitas på en ram medan Jaguarens kaross är självbärande.
X350 är en knapp decimeter större än X308 på både längden, bredden och höjden vilket till stora delar kom innerutrymmena till godo. X350 hade nu baksätesutrymme som var jämförbart med de framför allt tyska och japanska konkurrenterna. Bensintanken var nu heller inte placerad mellan bagageutrymmet och baksätets ryggstöd vilket bidrog till att bagageutrymmet ökade med 25% samt att en genomlastningslucka för till exempel skidor kunde erbjudas.
Det minsta motoralternativet, en V6:a på 3,0 liter, gjorde att modellnamnet XJ6 kom tillbaka efter fem års frånvaro. Denna V6:a var samma som i X-type och S-type och levererade 240 hk – jämförbart med 3,2-litersmotorn i X308. Andra alternativ var V8:or på 3,5 eller 4,2 liter med 262 resp. 300 hk. Den sistnämnda erbjöds även i toppmodellerna XJR och Super V8 med eller utan kompressor och gav då 395 hk. Ny 6-stegad automatlåda och luftfjädring infördes.
Även om Jaguar redan i början av 1980-talet hade planer för en XJ med dieselmotor så dröjde det till 2006 års modell innan det faktiskt blev av. Jaguar utvecklade inte dieselmotorn själva utan köpte in den från PSA-koncernen som tillsammans med Ford konstruerat denna 2,7-liters V6-motor (som även återfanns i bland annat Citroëns största modeller). Motorn hade dubbla turboaggregat och gav 204 hk och 435 Nm i vridmoment. För att minska de vibrationer som en dieselmotor har introducerade Jaguar en aktiv motorupphängning som sades eliminera 90% av alla tomgångsvibrationer.

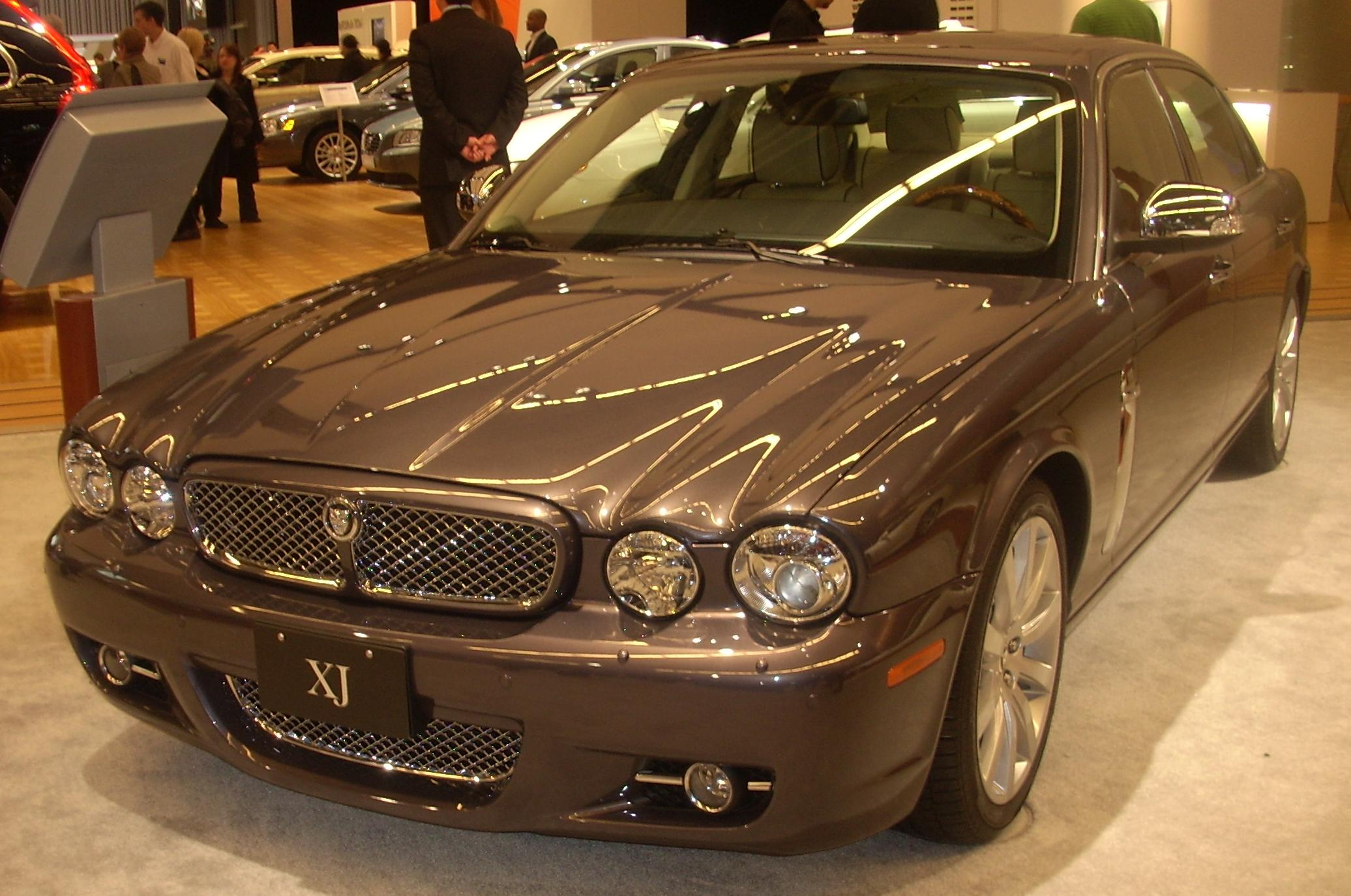
Jaguar XJ (X358) 2008 års modell.

X350 kritiserades ibland för att ha en något feg och konservativ formgivning, och i februari 2007 presenterades en något uppdaterad modell, kallad X358, vars främsta yttre kännetecken är en ny front.

## X351 (2009–2019)
Den nyaste generationen, X351, presenterades på Saatchi Gallery i London den 9 juni 2009 av Jay Leno och Elle McPherson. Tekniken hämtas till stor del från företrädaren X358, men formgivningen bryter helt med tidigare XJ-generationer och blir en fortsättning av den nya design som introducerades i XF-modellen. Den är i sin tur baserad på konceptbilen C-XF, visad på bilsalongen i Detroit i januari 2007, men X351 anknyter ännu tydligare till konceptbilen vad gäller frontpartiet. Aktern skiljer sig dock väsentligt från XF och alla tidigare Jaguar-modeller med sin korta bagagelucka, höga och smala bakljus samt oavsett exteriörfärg alltid svartlackerade C-stolpar. Ett annat yttre kännetecken är det panoramaglastak som är standard.
Liksom tidigare är karossen av aluminium och erbjuds alltjämt med både kort och långt axelavstånd, där det långa axelavståndet innebär att baksätespassagerarna får ytterligare 12 cm benutrymme.
Bilen får den senaste generationen motorer som införts på XF och XK tidigare under 2009; 3,0 l diesel-V6 på 275 hk eller 5,0 l bensin-V8 med eller utan kompressor på 385–510 hk. Endast automatisk växellåda erbjuds. Liksom på XF- och XK-modellerna har växelväljaren formen av ett puckliknande vred på mittkonsolen, men det finns också paddlar bakom ratten som tillåter att föraren väljer växel själv.
Interiören är betydligt modernare än tidigare XJ-modeller och saknar vanliga mekaniska mätare; föraren får i stället titta på en datorskärm som visar analoga mätare av traditionellt snitt. På mittkonsolen sitter en åttatums datorskärm, som kan visa olika saker beroende på betraktningsvinkel och därmed tillåter passageraren att se på en DVD-film medan föraren använder satellitnavigeringssystemet.
Vid lanseringen fanns utöver de fyra motoralternativen även fyra utrustningsnivåer; Luxury, Premium Luxury, Portfolio och Supersport.